# Le Petit Voleur
Pour plus de détails, voir Fiche technique et Distribution.
Le Petit Voleur est un film français réalisé par Érick Zonca et sorti en 2000[réf. nécessaire].

## Synopsis
Esse est un jeune garçon de 18 ans à la gueule d'ange qui est apprenti boulanger à Orléans. Allergique à l'autorité, il s'échauffe très vite avec son patron et est renvoyé. Il retrouve sa petite amie, une jeune caissière, qui l'héberge pour la nuit et il s'enfuit à Marseille en lui volant la paie qu'elle venait de recevoir. Son ambition est de gagner beaucoup d'argent en étant gangster. Il fréquente une salle d’entraînement de boxe thaïlandaise et y fait la connaissance de jeunes délinquants formant une bande dans laquelle il s'intègre peu à peu. Il participe à des cambriolage mais doit aussi subir la domination du chef de bande qui lui mène la vie dure, jusqu'au jour où un cambriolage tourne mal.

## Fiche technique
- Réalisateur : Érick Zonca
- Scénario : Virginie Wagon et Érick Zonca
- Photographie : Pierre Milon et Catherine Pujol
- Décors : Cristina Zonca
- Costumes : Cécile Bergès
- Son : Jean-Jacques Ferran
- Montage : Jean-Robert Thomann
- Production : Agat Films et Cie - La Sept
- Pays d'origine :  France
- Durée : 100 minutes
- Dates de sortie :   
  - France : Mai 1999	(Festival de Cannes)
  - France : 4 mars 2000

## Distribution
- Nicolas Duvauchelle : Esse
- Yann Trégouët : Barruet
- Jean-Jérôme Esposito : Œil
- Martial Bezot : Chacal
- Jean-Armand Dalomba : Mathias
- Jo Prestia : Tony
- Ingrid Preynat : Leila
- Véronique Balme : Tina
- Olivier Gerby : Vampire
- Émilie Lafarge : Sandra
- Dominique Abellard : le chef boulanger
- Gilbert Landreau

## Distinctions
- 1999 : Fipa d'Or au Fipa de Biarritz